# ГЕС Сін-Одзія
ГЕС Сін-Одзія (яп. 新小千谷発電所, Шін-Оджія хацуденшьо, Гепберн: Shin Ojiya hatsudensho) — гідроелектростанція в Японії на острові Хонсю. Знаходячись після ГЕС Сінаногава, становить одну з двох (поряд із ГЕС Одзія) станцій нижнього ступеню каскаду на річці Сінано, яка впадає до Японського моря у місті Ніїґата.
У 1980-х роках для створення гідротехнічної схеми станції Сін-Одзія використали греблю Міянака, споруджену в першій половині 20 століття для ГЕС Сендзю. Ця бетонна гравітаційна споруда висотою 17 метрів та довжиною 331 метр утримує невелике водосховище з площею поверхні 0,21 км2 та об'ємом 970 тис. м3 (корисний об'єм 710 тис. м3). Із нього ресурс зокрема подається до дериваційного тунелю ГЕС Сін-Одзія довжиною 26,7 км з перетином 7,3х7,3 метра, котрий транспортує воду до балансувального резервуару Сін-Ямамото. Останній створили на лівобережжі Сінано за допомогою кам'яно-накидної греблі висотою 42 метра та довжиною 1392 метра, яка утримує резервуар з площею поверхні 0,31 км2 та об'ємом 3,6 млн м3 (корисний об'єм 3,2 млн м3).
Із резервуару Сін-Ямамото через напірний водовід довжиною 0,7 км зі спадаючим діаметром від 7,7 до 5,7 метра ресурс потрапляє до машинного залу. Тут встановлено дві турбіни типу Френсіс загальною потужністю 206 МВт, які використовують напір у 107 метрів.
Відпрацьована вода по відвідному каналу довжиною 0,12 км та шириною 61 метр повертається до Сінано.